# Andres Küng
Andres Küng (13 de setembro de 1945 – 10 de dezembro de 2002) foi um jornalista, escritor, empreendedor e político sueco de origem estoniana. Ele nasceu em Ockelbo, no condado de Gävleborg, em uma família de refugiados da Estônia ocupada pelos soviéticos.

## Carreira

### Literatura
Como ele mesmo observou, Küng “publicou mais de 50 livros, a maioria sobre os Estados Bálticos, milhares de artigos e realizou inúmeras palestras sobre por que Estônia, Letônia e Lituânia deveriam (e iriam) se tornar independentes novamente.”

### Política
Küng foi ativo tanto na política sueca (membro do Partido Popular – Liberais) quanto nas atividades de emigrantes estonianos e bálticos. Ele foi o presidente do Clube de Estudantes Liberais de Estocolmo entre 1966 e 67. Mais tarde, serviu como membro suplente da Diretoria da Liga da Juventude do Partido Popular. Durante 1970–71, ele foi o membro suplente atuante de 1982 do Riksdag. Küng também participou do Partido Reformista Estônio no exílio e de várias outras organizações e campanhas pela luta pela independência dos países bálticos. Ele foi membro do conselho do partido do Partido Liberal Sueco de 1982 até 1991.

## Prêmios notáveis
Em novembro de 1998, Andres Küng foi condecorado com a Ordem Letã das Três Estrelas pelo presidente da Letônia, Guntis Ulmanis. Em fevereiro de 1999, ele foi condecorado com a Ordem Estoniana da Estrela Branca pelo presidente da Estônia, Lennart Meri.